# Jehu Glancy Jones

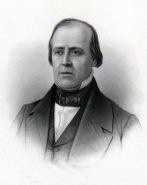
Jehu Glancy Jones

Jehu Glancy Jones (* 7. Oktober 1811 in Caernarvon, Berks County, Pennsylvania; † 24. März 1878 in Reading, Pennsylvania) war ein US-amerikanischer Politiker. Zwischen 1851 und 1858 vertrat er zweimal den Bundesstaat Pennsylvania im US-Repräsentantenhaus. Außerdem war er von 1858 bis 1861 amerikanischer Gesandter im Kaiserreich Österreich.

## Werdegang
Jehu Jones besuchte das Kenyon College in Ohio. Danach studierte er Theologie. Im Jahr 1835 wurde er zum Geistlichen der Episcopal Church ordiniert. Diese Tätigkeit übte er bis 1841 aus. Nach einem Jurastudium und seiner 1841 erfolgten Zulassung als Rechtsanwalt begann er in Easton in diesem Beruf zu arbeiten. Zwischen 1847 und 1849 war er Bezirksstaatsanwalt im Berks County. Gleichzeitig schlug er als Mitglied der Demokratischen Partei eine politische Laufbahn ein. In den Jahren 1848, 1849 und 1855 nahm er als Delegierter an den regionalen Parteitagen der Demokraten in Pennsylvania teil; 1855 leitete er dieses Gremium. In den Jahren 1848 und 1856 war er auch Delegierter zu den jeweiligen Democratic National Conventions.
Bei den Kongresswahlen des Jahres 1850 wurde Jones im neunten Wahlbezirk von Pennsylvania in das US-Repräsentantenhaus in Washington, D.C. gewählt, wo er am 4. März 1851 die Nachfolge von William Strong antrat. Da er im Jahr 1852 auf eine weitere Kandidatur verzichtete, konnte er bis zum 3. März 1853 zunächst nur eine Legislaturperiode im Kongress absolvieren. Diese waren von den Diskussionen um die Frage der Sklaverei geprägt. Nach dem Tod des Abgeordneten Henry Augustus Muhlenberg wurde Jones bei der fälligen Nachwahl für den achten Sitz seines Staates als dessen Nachfolger in das US-Repräsentantenhaus gewählt, wo er am 4. Februar 1854 sein neues Mandat antrat. Nach zwei Wiederwahlen konnte er bis zu seinem Rücktritt am 30. Oktober 1858 im Kongress verbleiben. Diese Zeit war von den Ereignissen im Vorfeld des Bürgerkrieges bestimmt. Von 1857 bis 1858 leitete Jehu Jones das Committee on Ways and Means. Bei den Wahlen des Jahres 1858 wurde er nicht bestätigt; danach trat er vorzeitig von seinem Mandat zurück.
Am 7. Dezember 1858 wurde er von Präsident James Buchanan zum amerikanischen Gesandten in Österreich ernannt. Dieses Amt übte er bis zum 14. November 1861 aus. Nach seiner Rückkehr aus Wien praktizierte er wieder als Anwalt. Jehu Jones starb am 24. März 1878 in Reading.